# 高尔顿板

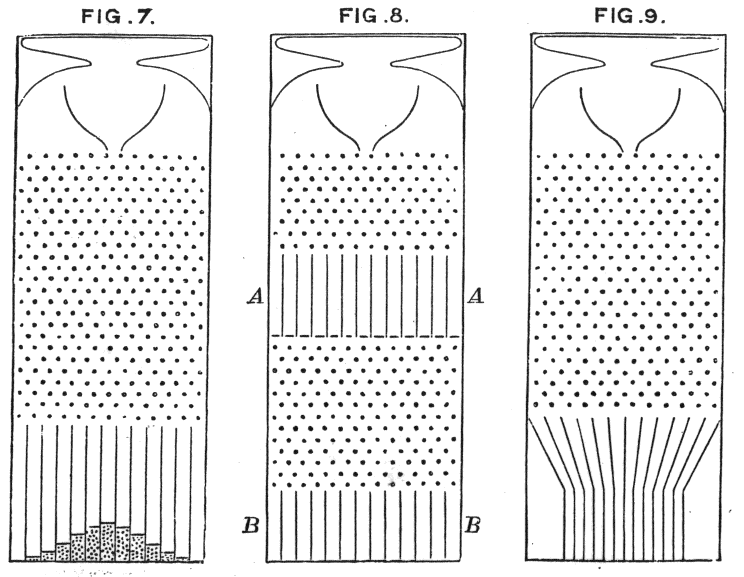
高尔顿绘制的高尔顿板示意图

高尔顿板（英語：Galton board），又称为豆机（bean machine）、梅花机（quincunx）等，是弗朗西斯·高尔顿发明的用以验证中心极限定理的装置。
高尔顿板为一块竖直放置的板，上面有交错排列的钉子。让小球从板的上端自由下落，当其碰到钉子后会随机向左或向右落下。最终，小球会落至板底端的某一格子中。假设板上共有n排钉子，每个小球撞击钉子后向右落下的概率为p（当左、右概率相同时p为0.5），则小球落入第k个格子概率为二项分布{\displaystyle {n \choose k}p^{k}(1-p)^{n-k}}。根据中心极限定理，当n足够大时，该分布近似于正态分布。此时，将大量小球落至格中，格子中的小球数量即近似于正态分布的钟形曲线。